# Херншвенде
Херншвенде (нем. Herrnschwende) — община в Германии, в земле Тюрингия.
Входит в состав района Зёммерда. Подчиняется управлению Киндельбрюк. Население составляет 305 человек (на 31 декабря 2010 года). Занимает площадь 8,57 км².
Община подразделяется на 2 сельских округа.